# Emanuel Shinwell
Emanuel Shinwell, barone Shinwell (Londra, 18 ottobre 1884 – Londra, 8 maggio 1986), è stato un politico britannico, ministro della Difesa.

## Biografia
Membro d'una famiglia d'immigranti ebrei, fu deputato laburista alla Camera dei Comuni per il collegio di Seaham Harbour e dal 1950 per il collegio di Easington, per tutta la durata della seconda guerra mondiale mantenne una posizione critica nei confronti del governo. Famose sono rimaste le sue dispute con il deputato lord Winterton,  così che i due vennero rispettivamente denominati Arsenico e Vecchi merletti. Negli ultimi mesi della guerra divenne presidente del comitato che redasse il manifesto elettorale del partito laburista Let us face the future.
Nel dopoguerra nel governo di Clement Attlee fu prima Segretario di Stato per la Guerra e successivamente Segretario di Stato per la Difesa.
Nel 1970 fu creato un pari a vita. Al tempo della sua morte, a 101 anni e sette mesi, è stato il pari il più vecchio nel Regno Unito.